# J. S. Pughe
John Samuel Pughe (3 juin 1870 – 19 avril 1909) est un caricaturiste politique américain d'origine galloise, surtout connu pour ses illustrations pour le magazine Puck.

## Biographie
John Samuel Pughe est né à Dolgellau dans le Merionethshire au Pays de Galles, et émigre en Amérique avec ses parents à l'âge de deux ans. Il étudie l'art à la Cooper Union.
Au début de sa carrière, il illustre des reportages pour le New York Recorder, Brooklyn Life, et l'édition de Brooklyn du World,,. Il commence à travailler pour le magazine Puck en 1894 et y est un collaborateur régulier jusqu'à sa dernière caricature pour lui, en décembre 1908
Il meurt en à l'âge de 38 ans à Lakehurst au New Jersey, où il résidait depuis plusieurs mois pour améliorer sa santé.
Ses œuvres sont incluses dans une exposition numérique récente intitulée Politics in Graphic Detail, créée par la société historique de Pennsylvanie (en). Une lithographie d'un dessin animé de Pughe est également incluse dans Between the Lines, une exposition des bibliothèques de l'université Duke (en) en 2013-2014.

## Certaines œuvres

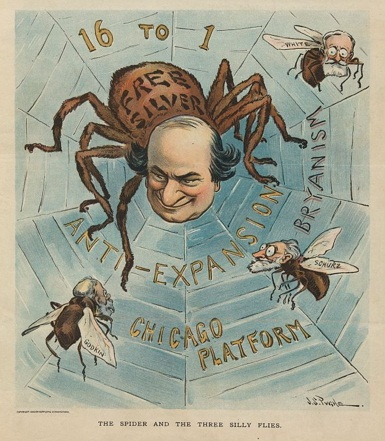
L'araignée et les trois mouches idiotes, octobre 1900.
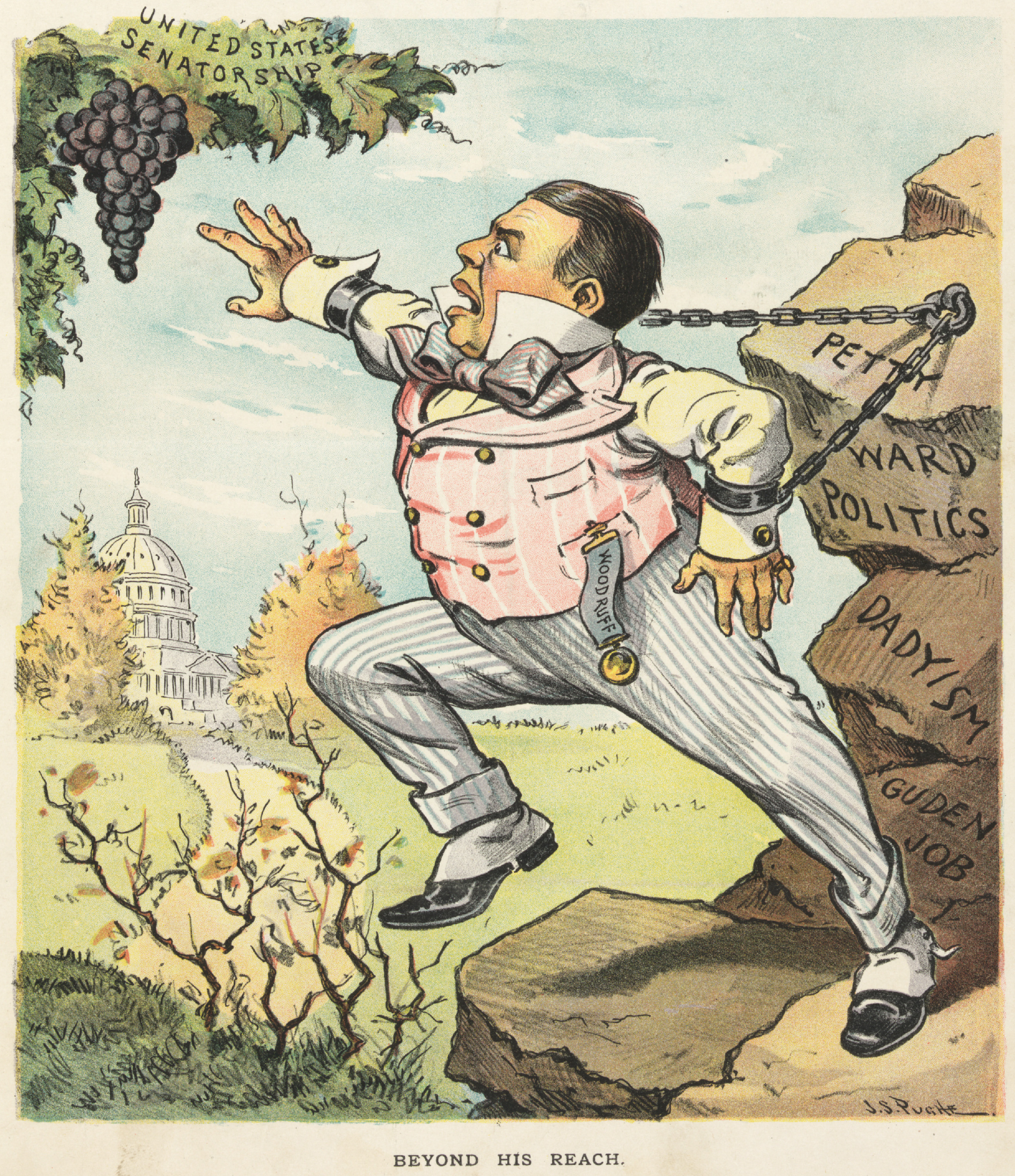
L'aspérule.
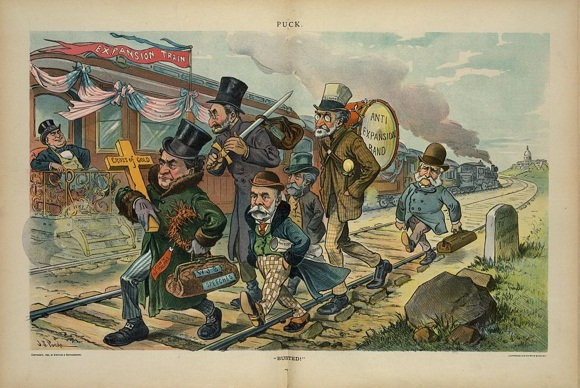
Brisé.
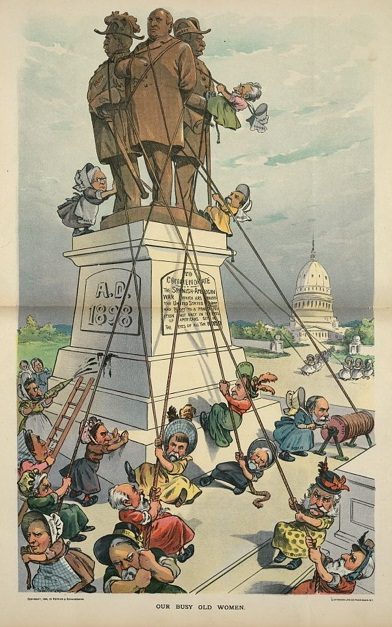
Nos vieilles femmes occupées.
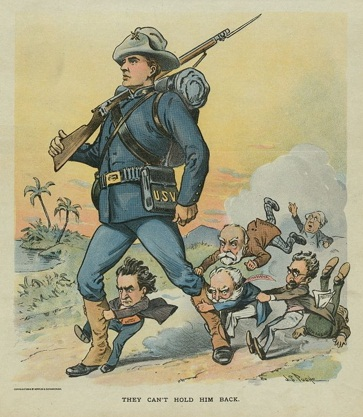
Ils ne peuvent pas le retenir.
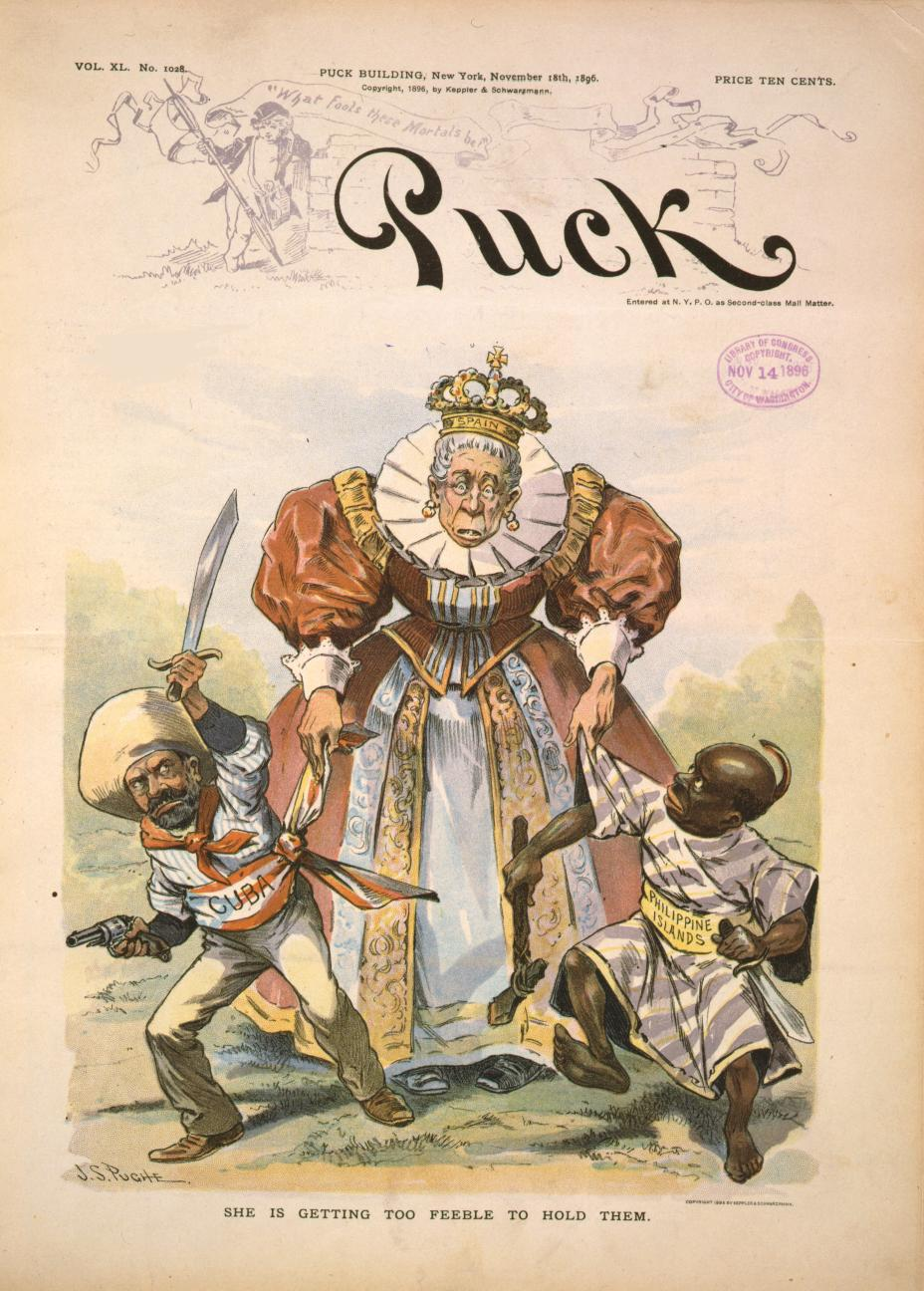
Couverture du Puck du 18 novembre 1896.
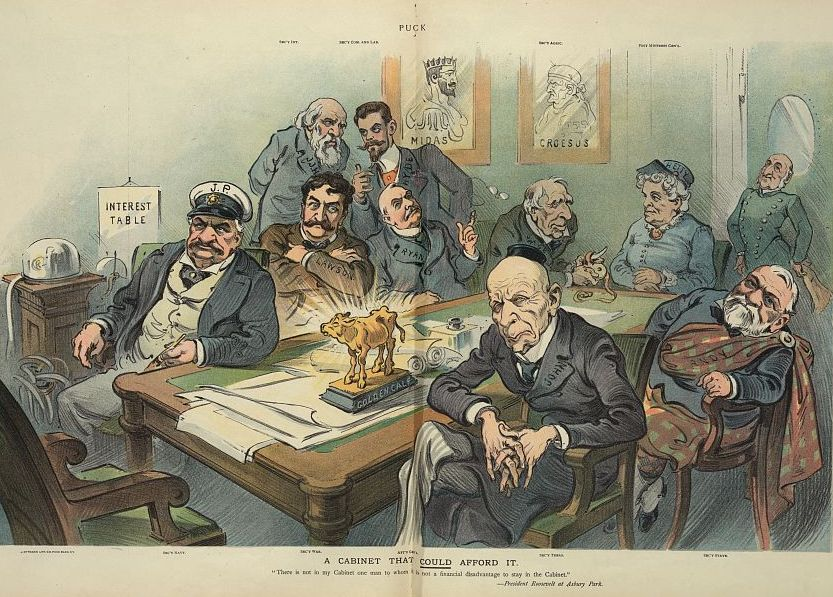
Un cabinet qui pouvait se le permettre.
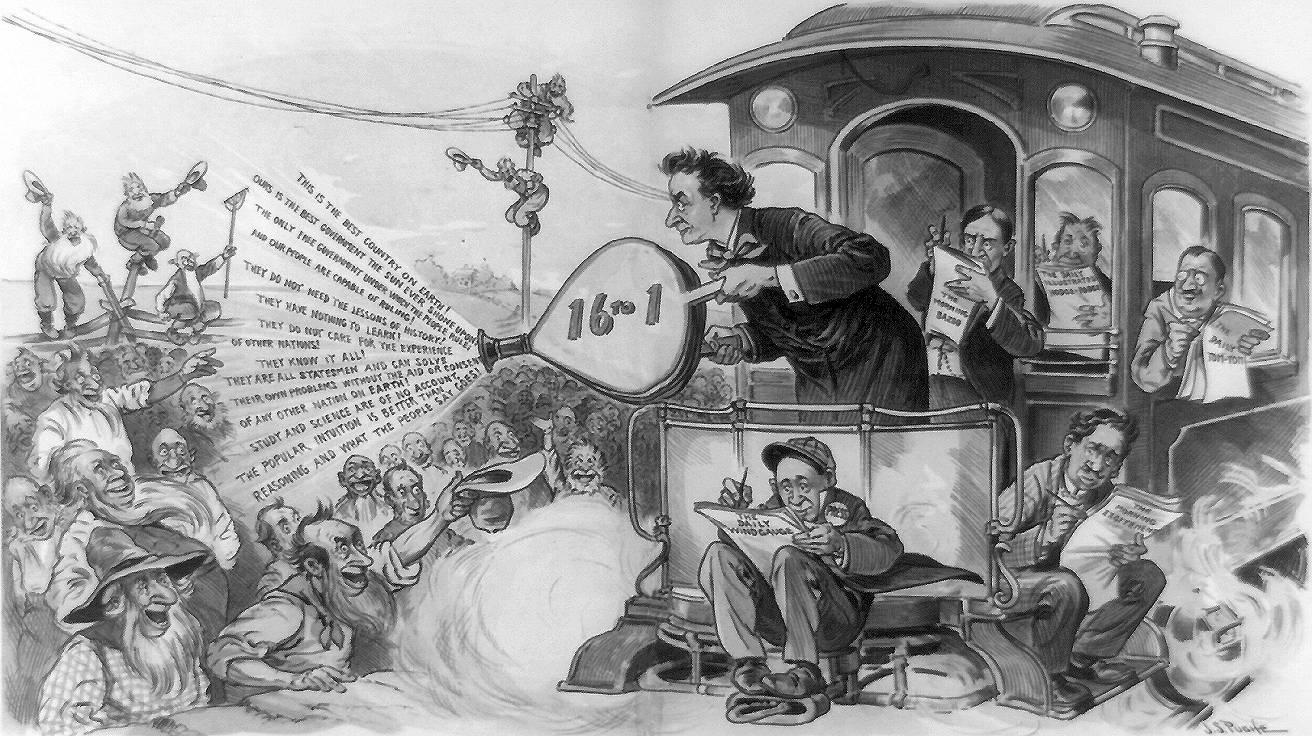
La campagne de dénonciation de William Jennings Bryan.
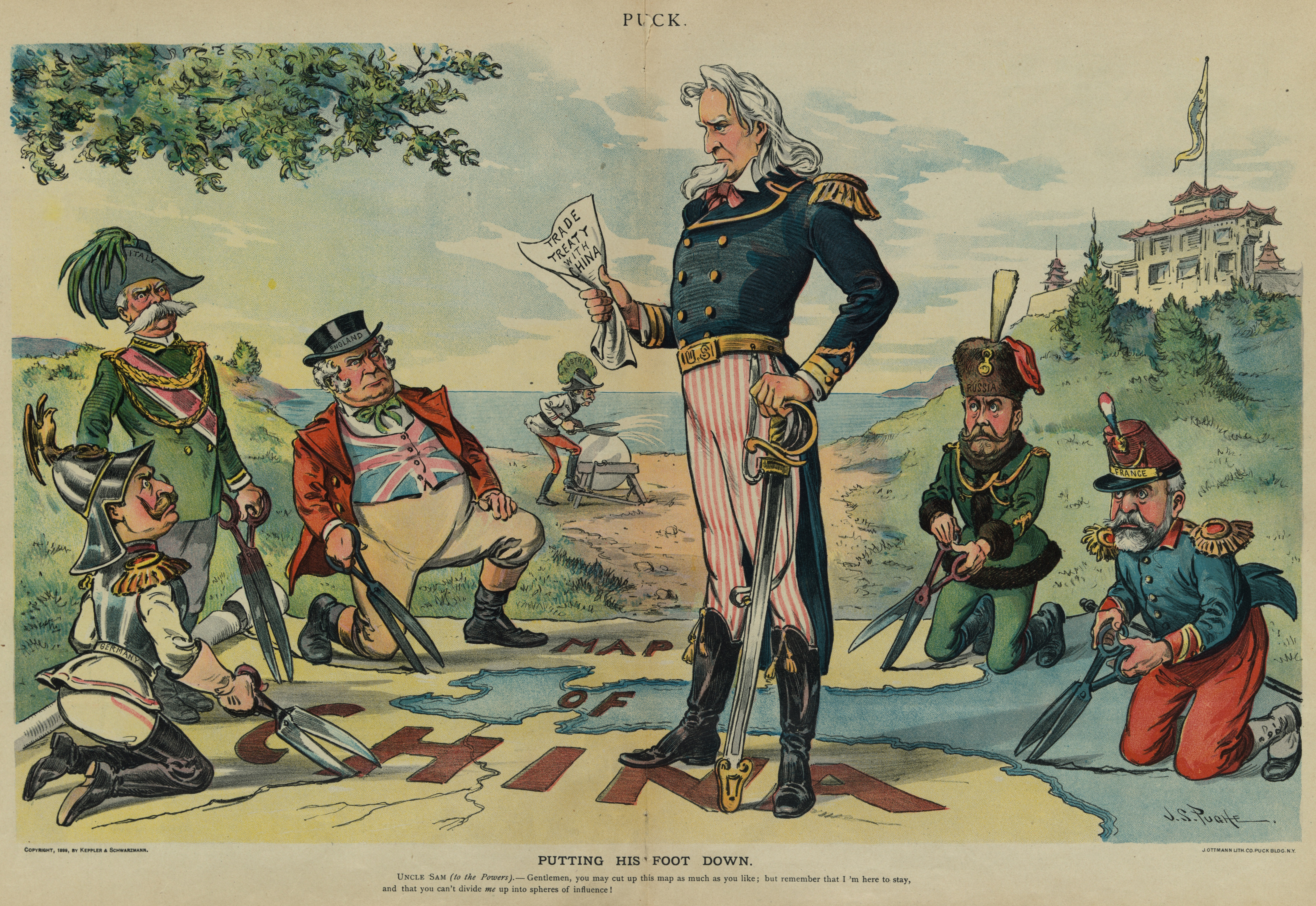
Le découpage de la Chine durant le siècle d'humiliation.